# 猊鼻溪車站
猊鼻溪車站（日语：／ Geibikei eki */?）是東日本旅客鐵道（JR東日本）大船渡線沿線的鐵路車站，位於岩手縣一關市東山町。猊鼻溪站在JR東日本盛岡支社管轄範圍內，由氣仙沼車站代為管理。
車站命名源自鄰近的風景名勝、猊鼻溪峽谷，除此之外該站也是距離原東山町（今日已合併為一關市的一部份）中心地區最近的鐵路車站。

## 車站構造
設置於路線土堤上的平面車站，站內設有側式月台一座一條乘車線。車站並無站房的設置，僅在月台上設有一替代用的候車室。

## 歷史
- 1986年（昭和61年）11月1日 - 配合日本國鐵時代最後一次的時刻表訂正，同步啟用。
- 1987年（昭和62年）4月1日 - 日本國鐵分割民營化，車站管轄劃歸由東日本旅客鐵道繼承。

## 相鄰車站
東日本旅客鐵道
■大船渡線
陸中松川－猊鼻溪－柴宿

## 外部連結
- JR東日本－猊鼻溪站 （页面存档备份，存于）（日語）

38°59′19.72″N 141°15′11.39″E / 38.9888111°N 141.2531639°E